# Nystalus radiatus
El buco barrado (Nystalus radiatus), también denominado chacurú de pico verde, bobo barrado (Colombia) o buco barreteado (Ecuador) es una especie de ave galbuliforme perteneciente al género Nystalus que integra la familia Bucconidae. Habita en el noroeste de Sudamérica y Panamá.

## Distribución y hábitat
Se distribuye desde el centro de Panamá hacia el este hasta el oeste de Colombia y al sur hasta el oeste de Ecuador.

Habita en bosques tropicales y subtropicales húmedos de baja altitud. En borde de selvas lluviosas, áreas húmedas abiertas con árboles dispersos y crecimientos secundarios.